# Gerotor

Un Gerotor, la imagen no muestra la entrada/salida

Un gerotor es una bomba de desplazamiento positivo. El nombre gerotor deriva de "Rotor Generado. Una unidad de gerotor consiste en un rotor interior y exterior juntos. El rotor interior tiene N dientes, y el rotor exterior tiene N + 1 dientes, con N definido como un número natural más grande de 2. El rotor interior se encuentra fuera del centro y los dos rotores giran al unísono..
La geometría de los dos rotores divide el volumen entre ellos en N diferentes volúmenes dinámicamente cambiantes. Durante el ciclo de rotación del conjunto, cada uno de estos volúmenes cambia continuamente, de forma que cualquier volumen dado, primero aumenta, y después disminuye. Un aumento de volumen crea un Vacío. Este vacío crea una succión , y por lo tanto, en esta parte del ciclo es donde se encuentra la admisión. Cuando el volumen disminuye se produce la compresión. Durante este periodo de compresión, los fluïds pueden ser bombeados, o comprimidos (si son fluïds gaseosos).
Las bombas de gerotor están generalmente diseñadas empleando un rotor trocoidal interior y un rotor exterior formato por un círculo con segmentos circulares enlazados secuencialmente.
Un gerotor puede también funcionar como motor rotativo sin pistones. El gas de alta presión entra en el área de admisión y empuja ambos rotores (el interior y el exterior), causando la rotación del conjunto, mientras el área entre el rotor interior y el exterior aumenta. Durante el periodo de compresión, los fluidos (o gases) son bombeados hacia fuera.

## Historia
En el nivel más primitivo, un Ge-rotor era movido esencialmente mediante un fluido. Al principio este fluido era el agua, de hecho, hoy en día el uso más extendido es en dispositivos hidráulicos. Myron F. Hill, que podría ser denominado el padre del Ge-rotor, en su folleto "Cinemática de Ge-rotores", enumera los estudios por parte de Galloway en 1787, seguido de Nash y Tilden en 1879, por Cooley en 1900, por el Profesor Lilly de Universidad de Dublín en 1915, y por Feuerheerd en 1918. Todos trabajaron para perfeccionar un mecanismo de engranaje interno con una diferencia de un diente que proporcionara un desplazamiento positivo.
Hill hizo sus primeros estudios sobre el tema en 1906, entonces, en 1921, dedicó todo su tiempo a desarrollar el Ge-rotor. Desarrolló un tratado sobre la teoría geométrica de estos rotores, acuñó la palabra-GE-ROTOR (que significa ROTOR.Generado) y registró las patentes básicas del GE-ROTOR.

## Usos
- Bomba Eaton
- Bomba de aceite
- Bomba de combustible
- Compresores de gas de alta velocidad
- Motores
- Motor hidráulico
- Dirección asistida